# 崇厚

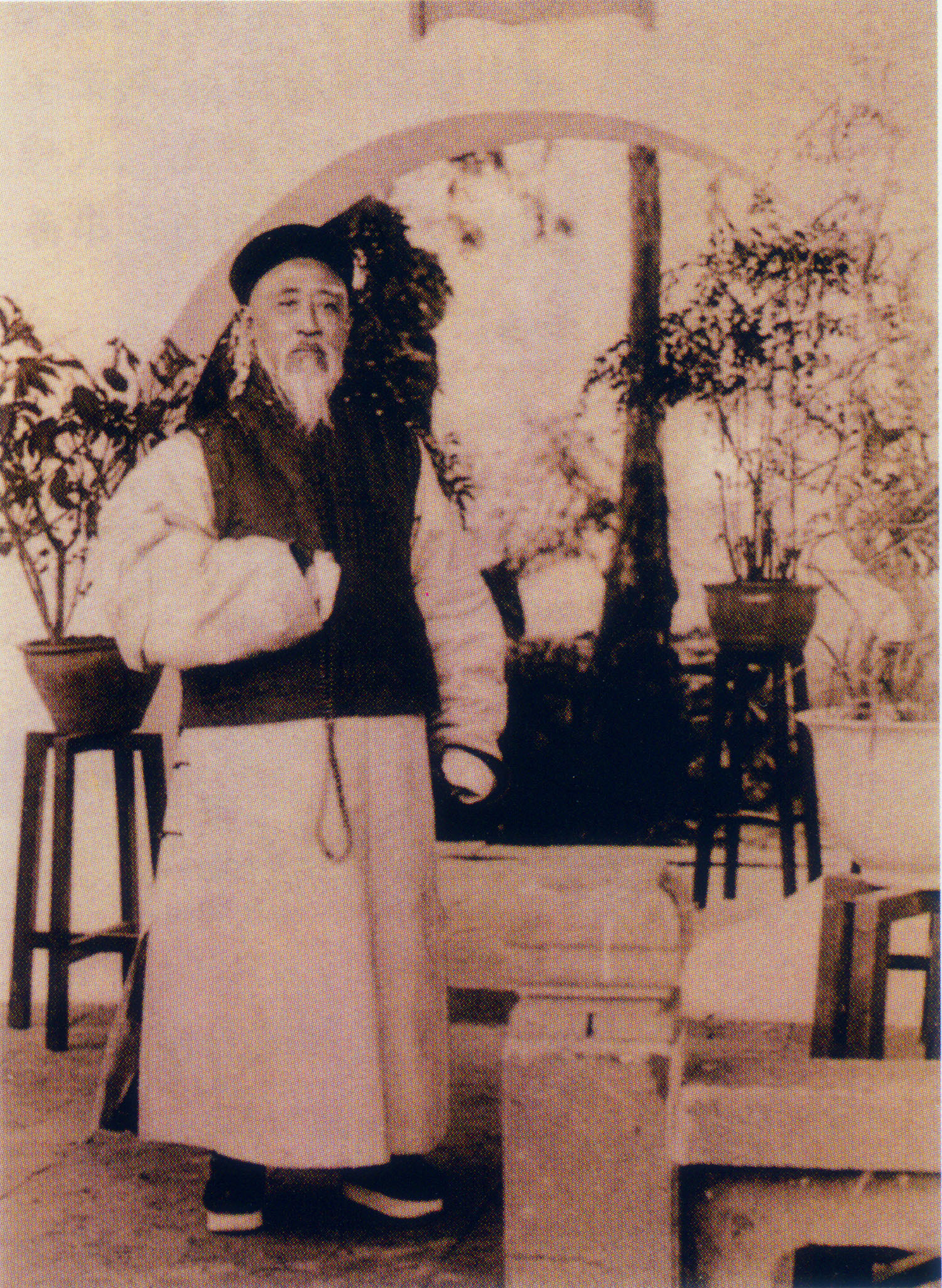
崇厚

崇厚（すうこう、チュンホウ、満洲語: ᠴᡠᠩᡥᡝᠣ　転写：cungheo、Chonghou、道光6年9月7日（1826年10月7日） - 光緒19年2月9日（1893年3月26日））は、清朝の官僚。字は地山。満洲鑲黄旗人で、金の皇室ワンギャ氏（wanggiya hala、完顔氏）の末裔。河道総督麟慶（リンキン）の子で盛京将軍崇実（チュンシ）の弟。

## 略歴
道光29年（1849年）に挙人となり、咸豊8年（1858年）に正四品永定河道に任命、同年から起こったアロー戦争の戦後処理を務め、咸豊10年（1860年）に正二品長蘆塩運使、咸豊11年（1861年）1月20日に三口通商大臣に任命され、天津条約で開港した牛荘（現在の営口市）・天津・登州（現在の威海市と煙台市北部）の三口を管轄、外国交渉を担当した。これは恭親王奕訢の抜擢があり、彼が推進した洋務運動にも加わり天津に天津機器製造局を設立した。
しかし、民衆の外国人に対する敵対感情から同治9年（1870年）にフランス領事アンリ・フォンタニールが暴徒に射撃、激怒した暴徒に殺害され外国人も多数殺される事件（天津教案）が発生すると、手に負えないとみた崇厚は直隷総督曽国藩に応援を要請して交渉を任せ、自身は謝罪使として10月25日にフランスの首都パリへ赴いた。交渉は曽国藩の尽力で纏まり、人事異動で曽国藩が両江総督となり、李鴻章が後任の直隷総督となった。合わせて11月12日に北洋通商大臣と改称された三口通商大臣が李鴻章の兼任となり、崇厚は帰国後は兵部左侍郎と総理各国事務衙門大臣に転任、光緒2年（1876年）に急死した兄の崇実の盛京将軍も継承した。
光緒4年（1878年）11月、北方のイリ地方がロシアに占領されていたため、打開のため全権大使としてロシアの首都サンクトペテルブルクへ派遣され、光緒5年（1879年）10月2日にクリミア半島のリヴァディア宮殿でリヴァディア条約を締結した。しかし、内容はイリ地方のロシアへの大幅な割譲とロシアの経済特権などを認めた不平等条約で、清からは左宗棠・張之洞らが非難の声を挙げ、激怒した西太后は光緒6年（1880年）に帰国した崇厚を死刑にしようとした。イギリス公使トーマス・ウェードの助命嘆願で赦免され、代わりにロシアへ派遣された曽紀沢が光緒7年（1881年）にリヴァディア条約を修正したイリ条約を締結したことで清は面目を保ったが、以後活動の場を与えられず光緒19年（1893年）に66歳で没した。